# Leggings

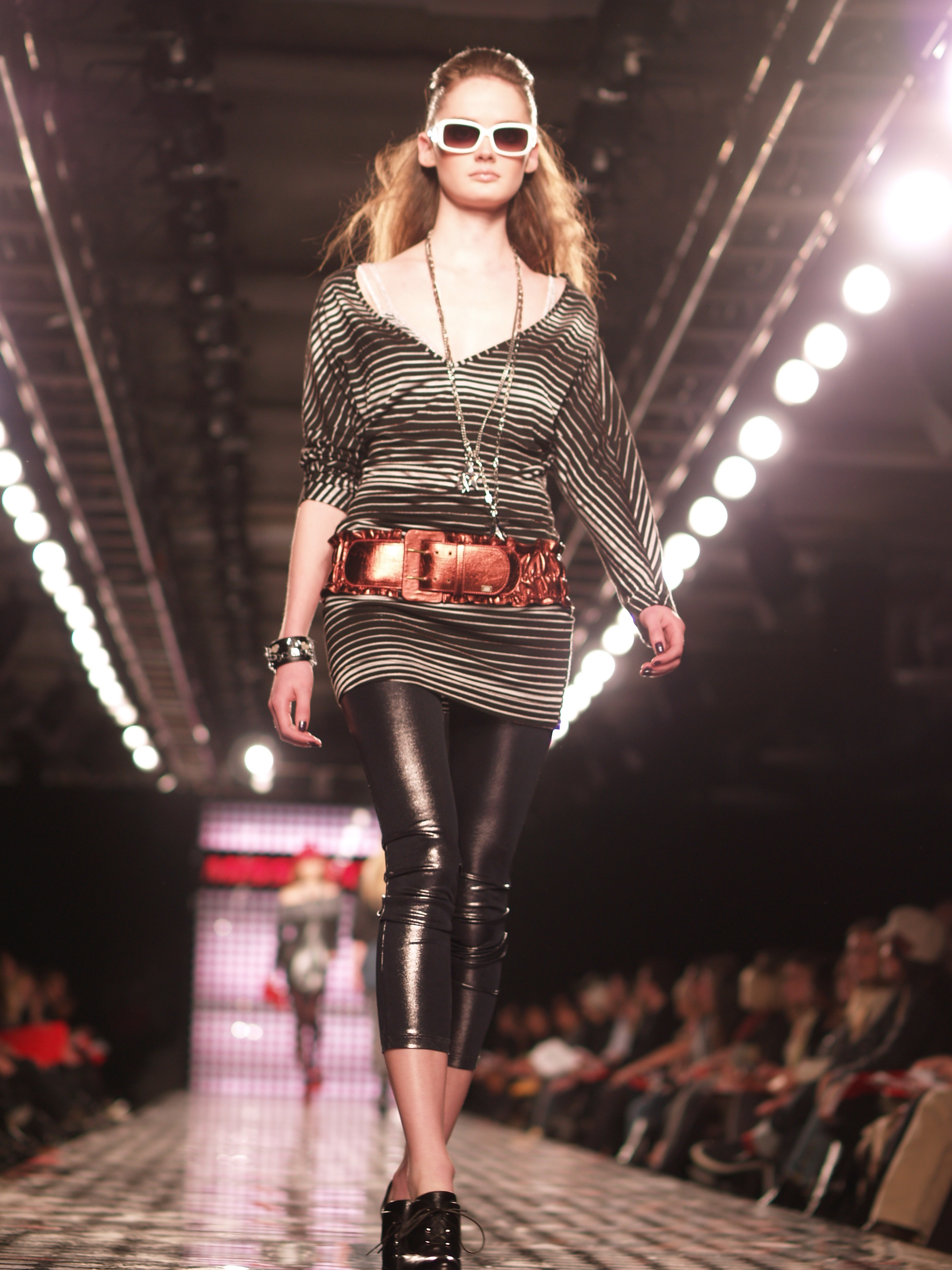
Wetlook-Leggings auf einem Catwalk

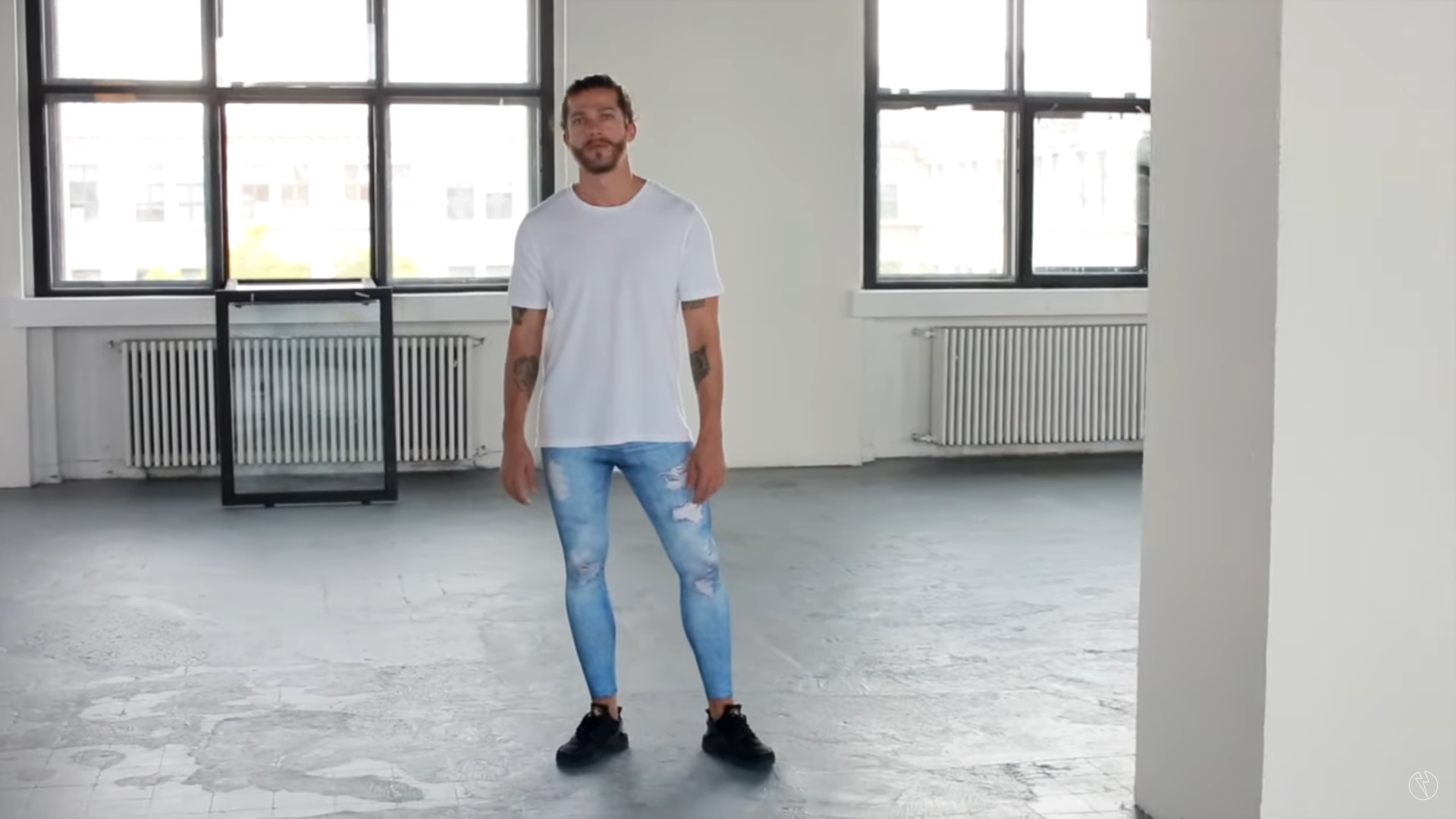
Leggings jeans für Männer

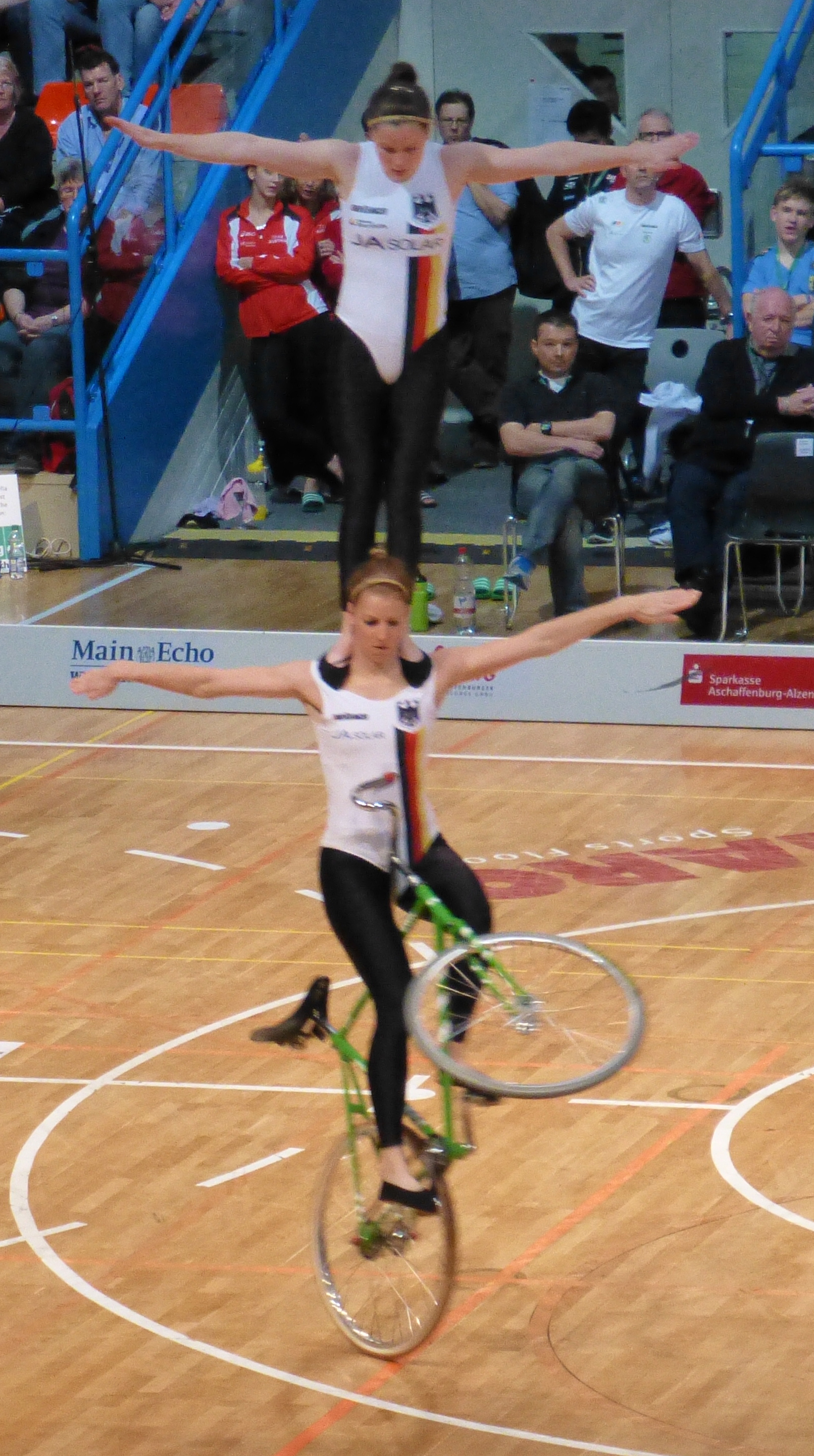
Kunstradfahrerinnen in Leggings

Leggings oder Leggins (abgeleitet von engl. leg „Bein“) sind enge, manchmal hautenge und sehr elastische Hosen, nicht zu verwechseln mit der Karottenhose und der Jogginghose aus Polyester, Polyamid, Baumwolle mit Elasthan-Anteil, Viskose, Lycra, Nylon, Wolle oder selten Leder sowie Kunstleder. Leggings werden auch als Tight oder Tights bezeichnet (englisch tights, abgeleitet von tight „eng“).

## Geschichte
Leggings kamen in verschiedenen Formen in Nordamerika, Asien und Europa vor. Sie wurden von Männern und Frauen zum Schutz vor Kälte und vor Dornen getragen. Leggings aus Wildleder wurden vor allem von verschiedenen indigenen Stämmen Nordamerikas getragen. Diese indianische Sitte übernahmen darauf französische Fallensteller, auch die Mountain Men in den amerikanischen Rocky Mountains adaptierten diese Bekleidung später.

## Zeitgenössischer Gebrauch
Der Gebrauch von sogenannten Gymnastikhosen beim Sport kam im 20. Jahrhundert auf. Bei Gymnastik, beim Radfahren, Bodybuilding, Ballett, Aerobic etc. erwiesen sie sich als praktisch, da sie die Bewegung kaum beeinträchtigen, die Muskeln warmhalten sowie Schweiß sofort aufnehmen und (je nach Material) nach außen abgeben können. Bei Sportbekleidung werden Leggings mittlerweile häufig aus speziellen Funktionsmaterialien auf Lycra- oder Nylonbasis hergestellt.
In den 1980er-Jahren wurden Leggings zunehmend in Kombination mit Mini-Röcken auch als Freizeitkleidung beliebt und mit verschiedenstem Schuhwerk kombiniert. Beliebt waren glänzende Leggings aus Lycra oder Elastan, häufig in leuchtend bunten Farben. Ein Comeback in der Mode feiern Leggings seit etwa 2006. Kombiniert werden sie gerne mit Röcken oder Hot Pants, die durch die wärmenden Leggings auch im Winter getragen werden können. Diesem Trend folgend wurden ab 2008 hauteng anliegende Hosen („Treggings“) und Leggings im Aussehen von Jeansstoff als sogenannte „Jeggings“ vermarktet. Neben Lycra, Nylon und Baumwolle wird auch glänzendes oder mattes Stretch-Leder oder leicht elastisches, strapazierfähiges, formstabiles Nappaleder als Material verwendet. Lederleggings bedürfen einer speziellen Pflege mit Lederpflegemittel und Imprägnierspray.

## Schnittvarianten

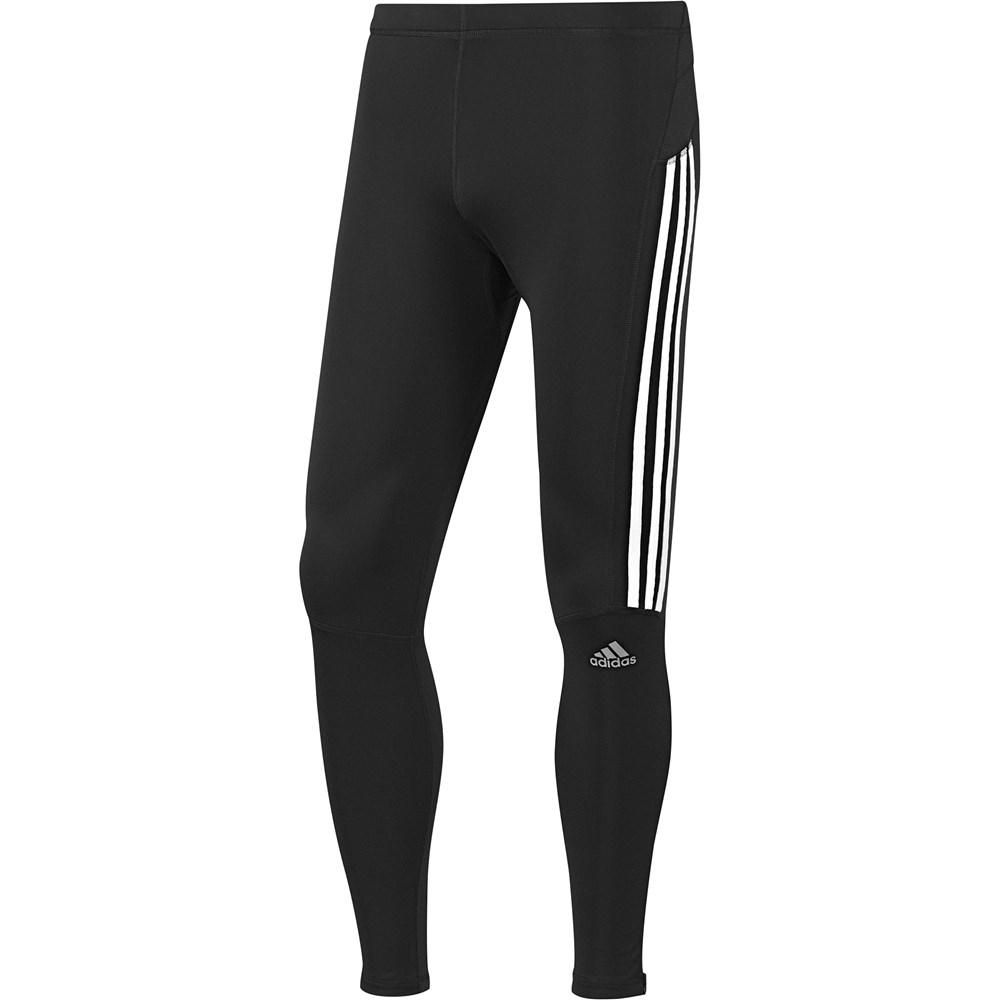
Laufhose, auch „Lauftights“ genannt, Variante einer Sportleggings

Im Unterschied zur Karottenhose besteht bei der Leggings der Zuschnitt meist aus zwei und nicht vier Teilen. Die Hosenbeine werden nur an der Innenbeinnaht geschlossen, eine Seitennaht gibt es meist nicht. Enge Hosen mit Seitennaht und Kordelzug in der Taille nennt man Jogginghose.
Zeitgenössische Leggings bedecken die Beine meist komplett bis zur Fessel und haben je nach Firma/Variante eine seitliche Tasche für das Handy. Der Hosenbund liegt eng am Körper an und benötigt nur ein Gummiband als Abschluss, keinen Kordelzug wie etwa die Jogginghose. Inzwischen werden auch Leggings und enge Jumpsuits aus Wolle und welche mit Schlag (mit ausgestellten Beinen) angeboten. In kalten Jahreszeiten werden Leggings u. a. aus Wolle von Frauen und Männern als zusätzliche wärmende Schicht unter der Hose getragen.

### Sportleggings
Diese auch als Gymnastikhose bezeichnete Art wird aus dick gewirkten Stoffbahnen zugeschnitten und ist somit blickdicht.

### Strumpfleggings
Strumpfleggings sind wie Strumpfhosen aus zwei nahtlosen Strumpfschläuchen gefertigt, jedoch in 7/8-Länge und meist mit leichter Transparenz des Materials, weshalb zusätzliche Kleidungsstücke zumindest über dem Becken getragen werden. Die Ausnahme zu diesem Punkt stellt die dichter gestrickte „Jeggings“ dar.

### Nahtlose Varianten
Zu den vorgenannten weit verbreiteten Schnitten gibt es auch als nahtlos bezeichnete Varianten.
- Nahtloser L-Schlauch. Hier wird nur der Hosenbund angenäht, der Rest aus einem Stück gewirkt.
- Gerader, meist nahtloser Schlauch. Hier wird die Mitte der Vorder- und Rückseite bis auf Schritthöhe aufgeschnitten, um die zwei entstandenen Stoffbahnen zu Hosenbeinen zu vernähen. Zum Dehnungsausgleich kann noch ein Zwickel im Schrittbereich eingesetzt sein; somit ist dieser Schnitt nur an den Außenrändern nahtlos.

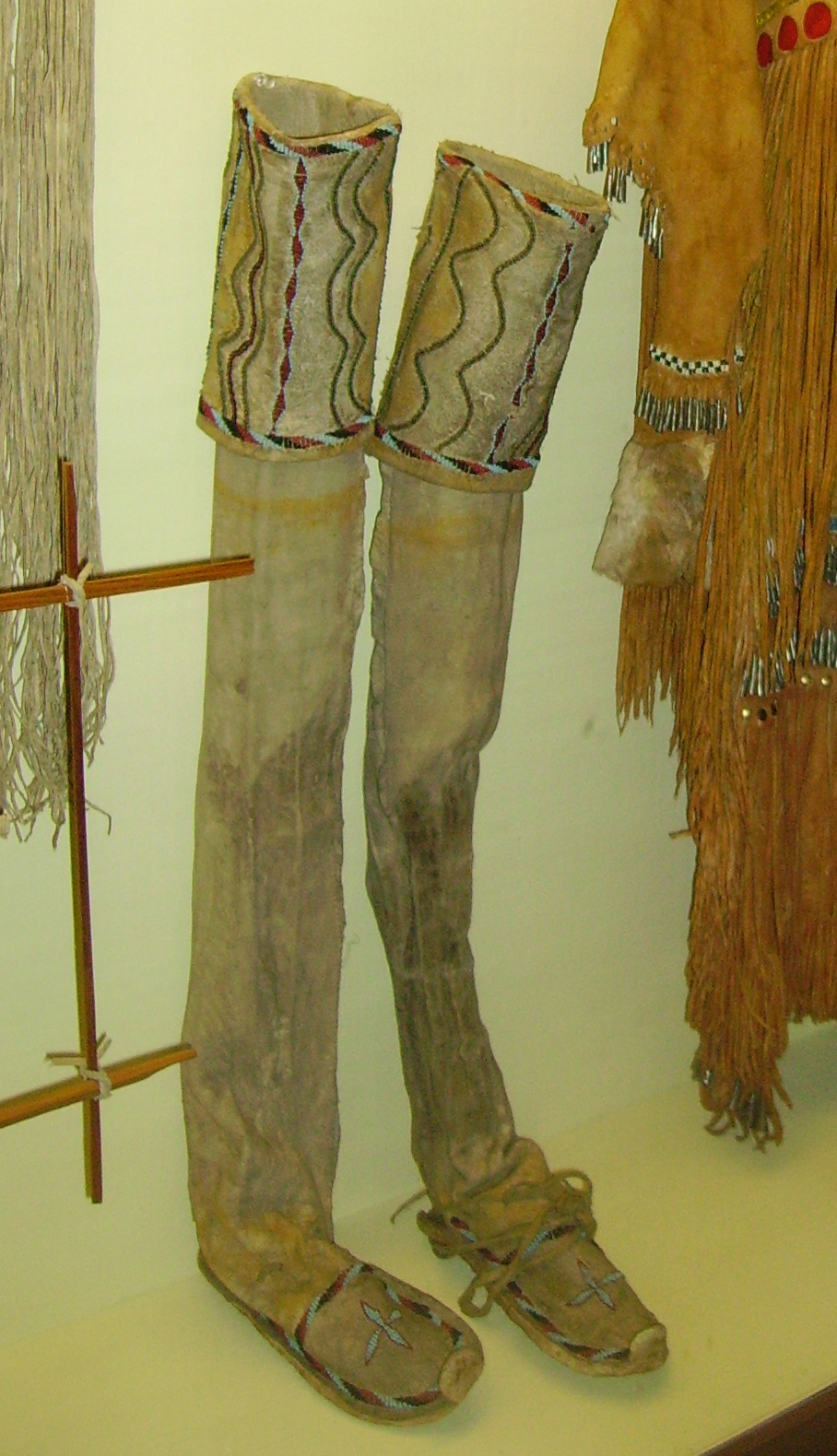
Mit Perlen bestickte Leggings und Mokassins, die wahrscheinlich einer Frau vom Stamm der Apachen gehörten
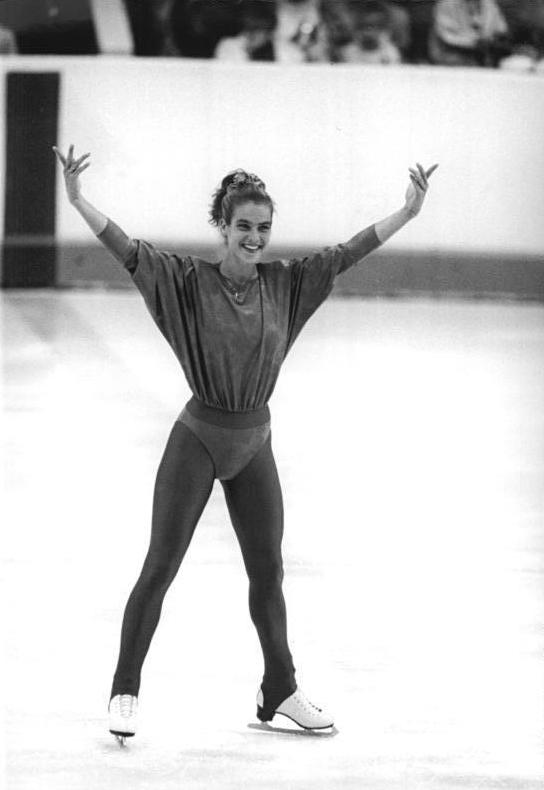
Katarina Witt in einer Leggings mit Steg unter einem Leotard
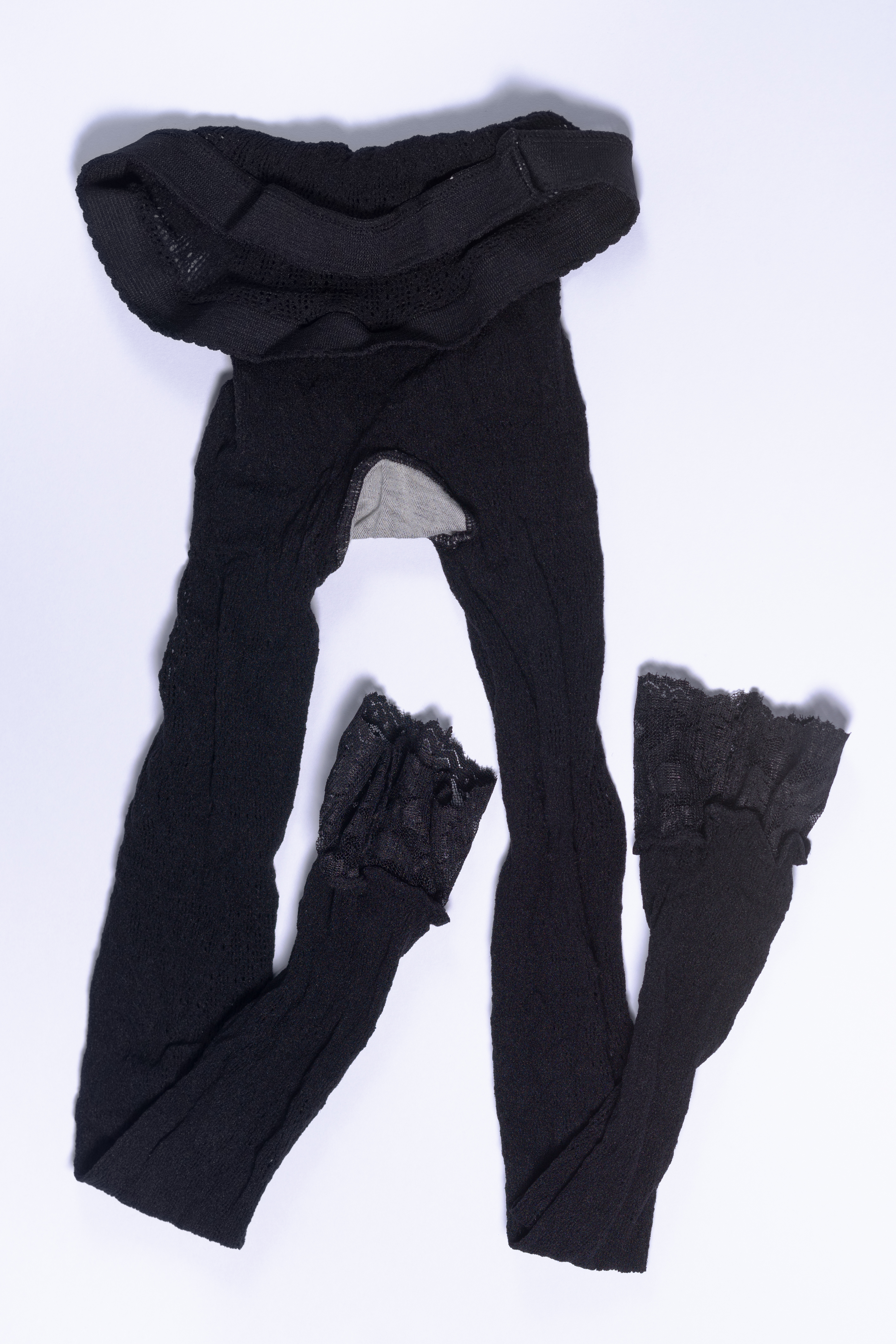
Auf die linke Seite gedrehte nahtlose Netzleggings mit weißem Baumwollzwickel